# Cappella della Fattoria di Malignano
La cappella della Fattoria di Malignano è un edificio sacro situato a Malignano, nel comune di Sovicille, in provincia di Siena, arcidiocesi di Siena-Colle di Val d'Elsa-Montalcino.

## Storia e descrizione
Dai proprietari di Malignano, la famiglia Finetti, a corredo della loro villa d'epoca barocca in loco, fu commissionata nel 1831 all'architetto Agostino Fantastici la progettazione della cappella, che fu realizzata secondo lo schema neoclassico di notevole completezza formale che si legge nella facciata, dove l'elemento architettonico del pronao, ricorrente anche in altre progettazioni di Fantastici, viene esaltato dalle colonne doriche che sorreggono un architrave scandito dall'alternanza di metope e triglifi.